# پاندورا (فیلم)
پاندورا (انگلیسی: Pandora؛ کره‌ای: 판도라) فیلمی در ژانر فاجعه محصول سال ۲۰۱۶ کره جنوبی به نویسندگی و کارگردانی پارک جونگ وو و با بازی کیم نام گیل است. این فیلم در ۷ دسامبر ۲۰۱۶ منتشر شد.

## بازیگران
- کیم نام گیل در نقش کانگ جه هیوک
- کیم یونگ ئه در نقش خانم سوک
- مون جونگ هی در نقش جونگ هه
- جونگ جین یونگ در نقش پیونگ سوک
- لی گیونگ یونگ در نقش نخست‌وزیر

## انتشار
پاندورا نخستین فیلم کره جنوبی است که به نتفلیکس پیش فروش شد. در نوامبر ۲۰۱۶، سه هفته پیش از انتشار فیلم در سینماها، این شرکت حقوق بین‌المللی انحصاری برای پخش پاندورا در ۱۹۰ کشور به دست آورد. این فیلم از حادثه اتمی فوکوشیما ۱ الهام گرفته شده است.